# Теорія вибуху
Теорія вибуху (англ. theory of explosion, нім. Theorie f der Explosion) — розділ науки про вибухові роботи, що розглядають процес впливу вибуху на довкілля, поведінку середовища під впливом вибуху та закономірності, що визначають результат механічної дії вибуху.
Для опису вибуху (детонації) заряду промислової вибухової речовини використовують схему точкового вибуху. Під час вибуху над поверхнею (вибух у повітрі) спершу виникає куляста вибухова хвиля, а в разі вибуху на ґрунті (наземний вибух) — напівкуляста хвиля.
Під час вибуху тротилового заряду масою C в повітрі надмірний тиск на фронті ударної хвилі можна обчислити за емпіричною формулою Садовського (названа на честь її винахідника Михайла Олександровича Садовського):
{\displaystyle \Delta p_{f}=0{,}084{\frac {\sqrt[{3}]{q}}{R}}+0{,}27{\frac {\sqrt[{3}]{q^{2}}}{R^{2}}}+0{,}7{\frac {q}{R^{3}}}}, (МПа);
{\displaystyle q=K_{ex}\eta C}.
Де коефіцієнт Kex враховує вид вибухової речовини, а η враховує ріновивид вибуху.
Для тротилу Kex = 1; гексогену — 1,31; ТЕН — 1,39; октогену — 1,28; амотолу-80/20 — 0,98; димний порох — 0,66; пентоліту-50/50 — 1,13; оксиліквітів — 0,9-1. Для вибуху у повітрі η = 1. Для щільних суглинків та глин η = 1,6. Максимальний тиск на поверхні землі під час вибуху в повітрі залежить від висоти. Проте, для незначної висоти, меншої від R, наведена формула залишається чинною. Тоді ударна хвиля рухається вздовж земної поверхні з вертикальним фронтом.
Тривалість фази стиснення можна обчислити за формулою:
{\displaystyle \tau _{+}=1{,}5\cdot 10^{-3}{\sqrt[{6}]{q}}{\sqrt {R}}}, с;
імпульс тиску в фазі стиснення:
{\displaystyle i=4{\frac {\sqrt[{3}]{q^{2}}}{R}}}, МПа·с/м².
Енергія наземного вибуху розподіляється не по всій кулі, а лише по півкулі, тож ці формули матимуть такий вигляд (для тротилу):
{\displaystyle \Delta p_{f}=0{,}1{\frac {\sqrt[{3}]{C}}{R}}+0{,}43{\frac {\sqrt[{3}]{C^{2}}}{R^{2}}}+1{,}4{\frac {C}{R^{3}}}}, МПа;
{\displaystyle \tau _{+}=1{,}7\cdot 10^{-3}{\sqrt[{6}]{C}}{\sqrt {R}}}, с;
{\displaystyle i=6{,}3{\frac {\sqrt[{3}]{C^{2}}}{R}}}, МПа·с/м².
Значення надмірного тиску ударної хвилі дозволяє оцінити ступінь руйнації тих чи інших об'єктів.